# Arnis Kalniņš
Arnis Kalniņš (* 24. Januar 1935 in Naukšēni, Lettische Sozialistische Sowjetrepublik; † 28. Februar 2023 in Riga) war ein lettischer Wirtschaftswissenschaftler und Politiker, der unter anderem zwischen 1990 und 1991 stellvertretender Ministerpräsident und von 1991 bis 1993 Minister für Wirtschaftsreformen war. In der siebten Legislaturperiode war er zudem zwischen 1998 und 2002 Mitglied der Saeima, des lettischen Parlaments. Er kandidierte bei der Präsidentschaftswahl 1999 in der Saeima ohne Erfolg für das Amt des Präsidenten von Lettland.

## Leben
Arnis Kalniņš begann nach dem Besuch der Sekundarschule in Rūjiena 1952 ein Studium der Wirtschaftsplanung an der Lettländischen Staatlichen Universität, welches er 1957 beendete. Im Anschluss war er als  Wirtschaftswissenschaftler tätig und als solcher zwischen 1959 und 1987 erst wissenschaftlicher Mitarbeiter sowie zuletzt Abteilungsleiter am Institut für Wirtschaftswissenschaften der Lettischen Akademie der Wissenschaften LZA (Latvijas Zinātņu akadēmija). 1987 wurde er selbst ordentliches Mitglied der LZA und 1988 Direktor des Wissenschaftlichen Forschungsinstituts des agroindustriellen Komplexes (Latvijas agrorūpnieciskā kompleksa).
Nach der Wiederherstellung der Unabhängigkeit wurde er als Parteiloser in das Kabinett Godmanis I berufen und war zunächst zwischen dem 11. Mai 1990 und dem 13. November 1991 stellvertretender Ministerpräsident sowie anschließend vom 19. November 1991 bis zu seiner Ablösung durch Aivars Kreituss am 12. Januar 1993 Minister für Wirtschaftsreformen.
Nach seinem Ausscheiden aus der Regierung fungierte Kalniņš von 1993 bis 1996 zunächst als Präsident der Hypotheken- und Landbank Lettlands (Latvijas Hipotēku un zemes banka) und war anschließend Berater dieser Bank. Bei der Parlamentswahl am 3. Oktober 1998 wurde er für die Lettische Sozialdemokratische Arbeiterpartei LSDSP (Latvijas Sociāldemokrātiskā Strādnieku partija) zum Mitglied der Saeima, des lettischen Parlaments, gewählt und gehörte dieser bis 2002 an. Während dieser siebten Legislaturperiode war er Mitglied der Wirtschaftskommission sowie der Kommission für Volkswirtschaft, Agrar-, Umwelt- und Regionalpolitik. Des Weiteren war er Vorsitzender des Unterausschusses für Industrie, Energie und Bauwesen sowie Mitglied der Unterausschüsse für die Entwicklung der Handelsgesetzgebung, für maritime Angelegenheiten, Fischerei und Verkehr sowie für Land- und Forstwirtschaft. Daneben war er zeitweise Vorsitzender der Parlamentarischen Untersuchungskommission zur Frage der Privatisierung der Reederei „Latvijas kuģniciebas“ und anderen strategisch wichtigen Objekten.
Am 17. Juni 1999 wählte die Saeima einen neuen Staatspräsidenten, wobei für einen Sieg sind 51 Stimmen der 100 Abgeordneten erforderlich sind. Im ersten Durchgang erhielten Raimonds Pauls (Neue Partei) 24 Stimmen, Vaira Paegle (Volkspartei) 24, Anatolijs Gorbunovs (Lettlands Weg) 21, Jānis Priedkalns (Für Vaterland und Freiheit) 17 und Arnis Kalnins (Sozialdemokratische Arbeiterpartei) 14. Im zweiten Durchgang waren die Ergebnisse identisch, und von da an schied nach jedem Durchgang der Kandidat mit der geringsten Stimmenzahl aus. Die Ergebnisse des dritten Durchgangs lauteten: Pauls 32, Paegle 25, Gorbunovs 23, Priedkalns 14; im vierten: Paegle 24, Pauls 23, Gorbunovs 22; der fünfte: Pauls 33, Paegle 24. Damit wäre nur noch Pauls übrig, aber er stieg aus dem Rennen aus, und neue Kandidaten werden benannt. Vaira Vīķe-Freiberga (Unabhängige) wurde dann mit 53 Stimmen gewählt, während Außenminister Valdis Birkavs (Lettlands Weg) 20 und Wirtschaftsministerin Ingrīda Ūdre (Neue Partei) neun Stimmen erhielten. 2005 wurde er emeritierter Landeswissenschaftler und war daraufhin zuletzt von 2006 bis 2011 als leitender Forscher an der Fakultät für Wirtschaftswissenschaften der Lettischen Landwirtschaftlichen Universität LLU (Latvijas Lauksaimniecības universitāte) tätig.
Für besondere Verdienste während der Zeit der Wiederherstellung der Unabhängigkeit Lettlands und der weiteren Stärkung des Landes wurde er 2008 mit dem Orden der Drei Sterne der III. Klasse ausgezeichnet.